# Uładzimir Niaklajeu
Uładzimir Prakopawicz Niaklajeu (biał. Уладзімір Пракопавіч Някляеў, ros. Владимир Прокофьевич Некляев, Władimir Prokofjewicz Nieklajew; ur. 11 lipca 1946 w Smorgoniach) – białoruski poeta, prozaik i działacz społeczno-polityczny, laureat szeregu nagród zawodowych i państwowych za twórczość literacką; od 25 lutego 2010 roku przewodniczący kampanii społecznej „Mów prawdę!”; kandydat na prezydenta Białorusi w wyborach prezydenckich w 2010 roku; w dniu wyborów pobity do nieprzytomności, a następnie porwany ze szpitala przez nieznanych sprawców.

## Życiorys
Urodził się 11 lipca 1946 roku w Smorgoniach, w obwodzie mołodeczańskim Białoruskiej SRR, ZSRR. Jego ojciec, Prokofij Nikołajewicz, Rosjanin, urodzony na Syberii, po drugiej wojnie światowej został skierowany do zachodniej Białorusi, do Krewa, aby tworzyć tam kołchoz. Matka, Anastasija Iwanauna z domu Mahier, była Białorusinką. Dzieciństwo Niaklajeu spędził w Krewie, gdzie ukończył pierwszą klasę szkoły. Dalsze wykształcenie pobierał w Szkole Średniej Nr 1 w Smorgoniach. Ponadto uczęszczał na zajęcia muzyczne, uczył się gry na cymbałach i kontrabasie i grał w orkiestrze muzyki ludowej im. Ogińskiego.
W latach 1961–1966 uczył się w Mińskim Technikum Łączności. W tym okresie zajmował się także boksem i walką, pobierając naukę od Wasilija Siulżyna, przyszłego mistrza świata. Przerwał zajęcia z powodu poważnego złamania. Po ukończeniu technikum pracował w wyuczonym zawodzie we Władywostoku, Tajszecie i Norylsku. Powrócił na Białoruś w 1967 roku i do 1971 roku pracował w mińskim atelier telewizyjnym jako mechanik radiowy. Jednocześnie, w 1967 roku, rozpoczął studia zaoczne na kierunku filologicznym Mińskiego Instytutu Pedagogicznego, który ukończył w 1973 roku, a także w 1971 roku zapisał się na studia stacjonarne na Wydziale Poezji Instytutu Literackiego w Moskwie, jednak rok później zmienił je na formę zaoczną i powrócił do Mińska.

## Działalność literacka
W 1962 roku zajmował się dziennikarstwem, pracując w czasopismach Znamia Junosti, Teatralny Minsk, w dzienniku Krynica, tygodniku Litaratura i Mastactwa. Pełnił także funkcję starszego redaktora głównej redakcji programów literacko-dramatycznych Telewizji Białoruskiej.
Działalność literacką rozpoczął w języku rosyjskim w 1970 roku, po białorusku zaczął pisać w roku 1972. Od 1973 roku był członkiem Związku Pisarzy ZSRR. Wchodził w skład Rady Twórczej i Naukowej Młodzieży przy Komitecie Centralnym Komsomołu Białorusi, a także Białoruskiego Zjednoczenia Teatralnego. W roku 1998 zastąpił Wasila Zujenkę na stanowisku przewodniczącego Związku Pisarzy Białoruskich, pozostając nim do roku 2001.
20 czerwca 1999 roku, ogłosiwszy zerwanie z białoruskimi władzami, wyemigrował do Polski, a następnie do Finlandii. W 2001 roku powrócił do Mińska. W 2005 roku został wybrany na przewodniczącego białoruskiego PEN-Clubu. Ze stanowiska dobrowolnie zrezygnował 10 kwietnia 2009 roku, obejmując stanowisko wiceprzewodniczącego. Zastąpił go Andrej Chadanowicz. 

## Udział w wyborach prezydenckich w 2010 roku i w wydarzeniach po nich
Uładzimir Nieklajeu był kandydatem na urząd Prezydenta Białorusi w wyborach prezydenckich w 2010 roku; w dniu wyborów został pobity do nieprzytomności, a następnie porwany ze szpitala przez nieznanych sprawców. 20 grudnia wieczorem władze ujawniły informację, że został zatrzymany i jest przetrzymywany w izolatce śledczej Komitetu Bezpieczeństwa Państwowego. Jednak, w odróżnieniu od innych zatrzymanych kandydatów na urząd prezydenta, do chwili obecnej (23 grudnia 2010 r.) nie pozwolono spotkać się z nim ani adwokatowi, ani rodzinie. Pojawiły się hipotezy, że Niaklajeu jest w bardzo złym stanie, lub nawet, że zmarł. Dopiero 23 grudnia po południu, trzy dni po porwaniu ze szpitala, niezależnym mediom białoruskim udało się dotrzeć do wyznaczonej z urzędu adwokat Niaklajeua, Neli Padsadnej. Była ona pierwszą osobą, która zadeklarowała, że widziała Niaklajeua już po zatrzymaniu, tzn. 20 grudnia wieczorem. Według jej informacji, Nieklajeu zachowywał się normalnie i nie narzekał na stan zdrowia. 22 grudnia minister spraw wewnętrznych Anatol Kulaszou zapewnił, że zarówno Uładzimir Niaklajeu, jak i inny zatrzymany kandydat na urząd prezydenta, Andrej Sannikau, są absolutnie zdrowi, absolutnie normalnie, komfortowo się czują.

### Reakcje na pobicie i zatrzymanie
- 19 grudnia Przewodniczący Parlamentu Europejskiego prof. Jerzy Buzek w szczególnie ostrych słowach potępił pobicie Uładzimira Niaklajeua: Ten tchórzliwy atak na bezbronnego kandydata na Prezydenta Białorusi jest skandaliczny i haniebny. Jestem w szoku po tym, jak dowiedziałem się z zeznań świadków podanych przez media, że Pan Uładzimir Niaklajeu został pobity przez siły policyjne. Tego typu zachowanie jest nie do zaakceptowania dla społeczności międzynarodowej. Żądam od Prezydenta Łukaszenki, by natychmiast powstrzymał wszystkie siły policyjne od wykonywania tego rodzaju działań i ukarał wszystkich za to odpowiedzialnych. Ten incydent stawia w najgorszym możliwym świetle wybory prezydenckie przeprowadzone dziś na Białorusi. Obywatele Białorusi zasługują na demokratyczne państwo. Wyrażam głęboki szacunek dla wszystkich tych, którzy prowadzą pokojową walkę, by to urzeczywistnić, jak Pan Niaklajeu. Życzę mu szybkiego powrotu do pełni zdrowia[6];
- 20 grudnia Białoruski PEN Club wydał oświadczenie, w którym ostro potępił przemoc wobec Uładzimira Niaklajeua, zażądał niezwłocznego wyjaśnienia jego losu, okazania mu wszechstronnej pomocy lekarskiej, a także zbadania okoliczności jego pobicia i porwania[7];
- 20 grudnia Polski PEN Club wydał oświadczenie, w którym nazwał wydarzenia 19 grudnia w Mińsku mianem bestialstwa i zaapelował do władz Białorusi o bezzwłoczne uwolnienie poety i zapewnienie mu opieki medycznej, a także o wstrzymanie brutalnych represji wobec działaczy i wyborców opozycji oraz dziennikarzy i o zagwarantowanie swobód obywatelskich w imię ideałów Międzynarodowej Karty PEN[8];
- 23 grudnia białoruscy pisarze: Walancin Akudowicz, Swiatłana Aleksijewicz, Uładzimir Arłou, Natalla Babina, Ryhor Baradulin, Hienadź Buraukin, Lawon Wolski, Anatol Wiarcinski, Nił Hilewicz, Andrej Dyńko, Siarhiej Zakonnikau, Wiktar Kazko, Alaksandr Paszkiewicz, Barys Piatrowicz, Akaksandr Razanau, Michaił Skobła, Andrej Skurko i Andrej Chadanowicz, we wspólnym oświadczeniu opublikowanym w gazecie „Nasza Niwa”, zażądali od władz Białorusi, by zapewniły Uładzimirowi Niaklajeuowi pomoc medyczną i niezwłocznie go uwolniły: jesteśmy głęboko oburzeni brutalnym pobiciem i aresztowaniem naszego kolegi, wybitnego poety, lidera kampanii społecznej „Mów prawdę!”, kandydata na urząd Prezydenta Białorusi Uładzimira Niaklajeua (...) W tej chwili chodzi o uratowanie jego życia. Uładzimir Niaklajeu powinien znajdować się nie w izolatce śledczej, a w szpitalu, pod ścisłą opieką lekarzy[9];
- 23 grudnia Ukraińskie Centrum Międzynarodowego PEN-Clubu z oburzeniem przyjęło fakt pobicia i zatrzymania przez białoruskie władze znanego poety Uładzimira Niaklajeua, a także wezwało białoruskie władze do wstrzymania brutalnych represji i zagwarantowania wolności obywatelskich wszystkim działaczom opozycji, dziennikarzom i wyborcom[10];
- 23 grudnia wybitny rosyjski poeta Jewgienij Jewtuszenko zwrócił się poprzez rosyjską telewizję z apelem do białoruskich władz: prawie, ledwo-ledwo co nie zabili jednego z najlepszych białoruskich poetów. Chce się po prostu krzyczeć, by mnie usłyszeli. By wszyscy niewinni ludzie, którzy byli zatrzymani w Mińsku, byli uwolnieni. I, oczywiście, Niaklajeu powinien być złączony ze swoją rodziną, ze swym narodem, z literaturą[11];
- 26 grudnia rosyjscy pisarze: Andriej Bitow, Boris Wasiljew, Aleksandr Gelman, Wiktor Jerofiejew, Leonid Żukowicki, Kiriłł Kowoldży, Walerij Popow, Eduard Uspienski, Siergiej Fiłatow zażądali od władz Białorusi natychmiastowego uwolnienia Uładzimira Nieklajeua i zatrzymania represji wobec opozycji: Jesteśmy oburzeni tym, co stało się w nocy po wyborach prezydenta Republiki Białorusi (...) Szczególną trwogę budzi w nas los jednego z najwybitniejszych pisarzy, znanego działacza społecznego Republiki Białorusi – Uładzimira Niaklajeua (...) Takie obchodzenie się z pisarzem nie może nie wywoływać niepokoju rosyjskiego i światowego społeczeństwa[12];
- 27 grudnia Narodowy Związek Pisarzy Ukrainy w ostrych słowach potępił władze Białorusi w związku z represjami wobec Niaklajeua: bezprecedensowa w brutalności akcja przeciwko naszemu koledze, pisarzowi i działaczowi społecznemu, którego jedyną bronią było słowo, wzbudziła w nas jednoznaczną reakcję odrzucenia i potępienia (...) Dyktatura panująca w bratniej Białorusi szesnaście lat, jest skazana. Jej liderów czeka los zbrodniczych dyktatorów, którzy doczekali się sprawiedliwej kary ludu[13].

## Życie prywatne
Uładzimir Nieklajeu wyznaje prawosławie. Jest żonaty, ma dwie córki.

## Twórczość literacka
- Adkryccio (Mińsk, 1976)
- Wynachodcy wiatrou (Mińsk, 1979)
- Znak achowy (Mińsk, 1983)
- Miestnoje wriemia (Mińsk, 1983)
- Naskroź (1985)
- Hałubinaja poszta (Mińsk, 1987)[3], wyd. polskie Poczta gołębia: wiersze wybrane w tłumaczeniu Adama Pomorskiego. (Wrocław, 2011).
- Autamat z haziroukaj z siropam i bez (Mińsk, 2012), wyd. polskie Automat z wodą gazowaną z syropem lub bez, przekł. Jakub Biernat (Wrocław, 2015)[14].

## Odznaczenia
- Medal 100-lecia Białoruskiej Republiki Ludowej – 2019[15]
- Medal Franciszka Skaryny – Zjednoczony Gabinet Przejściowy Białorusi, 2024[16]
- Order „Znak Honoru” – ZSRR

## Nagrody
- Nagroda Leninowskiego Komsomołu – ZSRR
- Nagroda „Za wolność myśli” im. Wasila Bykaua – od Ruchu „Za Wolność” (19 czerwca 2011, Białoruś)[17]